# 빙결 풍화 작용

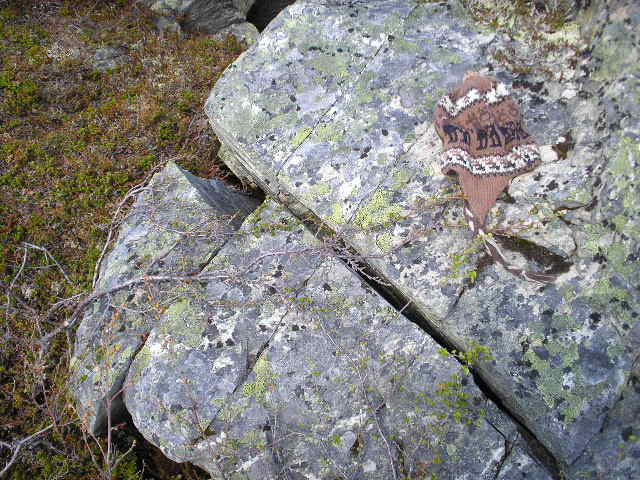

빙결 풍화 작용(氷結風化作用, Frost weathering)은 물이 얼음으로 얼면서 발생하는 응력에 의해 유발되는 여러 기계적 풍화 과정을 총칭하는 용어이다. 이 용어는 동파작용(frost shattering), 얼음의 쐐기 작용(frost wedging) 및 극저온 파쇄(cryofracturing)와 같은 다양한 과정에 대한 포괄적인 용어로 사용된다. 이 과정은 몇 분에서 몇 년까지 그리고 광물 알갱이를 제거하는 것부터 바위를 부수는 것까지 광범위한 공간 및 시간 규모로 작용할 수 있다. 고도가 높고 위도가 높은 지역에서 가장 두드러지며 특히 고산 기후, 주변빙기, 아한대 해양 및 아극 기후와 관련이 있지만 물이 있는 경우 영하 온도(-3~-8 °C(27~ 18 °F) 사이)에서 어느 곳에서든 발생할 수 있다.

## 같이 보기
- 유체정역학
- 풍화